# تكيف مسبق
يشير كلّ من مصطلحي التكيّف المسبق Exaptation (اقترح ستيفن جاي جولد وإليزابيث فربا استبدال مصطلح «مسبق التلاؤم pre-adaptation» الذي اعتبراه مُشبعاً بالغائيّة واعتماد مصطلح «التكيّف المسبق Exaptation» بدلاً عنه) ومصطلح الاستقطاب co-option* المتعلّق به إلى التغيّر في وظيفة السمة خلال التطوّر. فعلى سبيل المثال، يمكن أن تتطور السمات لأنّها كانت تخدم وظيفة معيّنة، ولكنّها قد تخدم وظيفة أخرى بعد ذلك. التكيّفات المسبقة شائعة في كلّ من التركيب البنيوي والسلوك. يعتبر ريش الطيور مثالاً كلاسيكيًا للتكيّفات المسبقة: ففي بادئ الأمر ربما يكون الريش قد تطوّر بهدف تنظيم درجة حرارة الجسم، ولكنّه تكيّف لاحقًا لأداء وظيفة لطيران. يرتبط الاهتمام بالتكيّف المسبق بكلّ من عمليّة التطور ونواتجها: أي العملية التي تخلق سمات معقّدة، ونواتجها التي قد تتطوّر بشكل غير كامل (الوظائف، البنى التشريحية، الكيمياء الحيوية، إلخ).
يشير مصطلح الاستقطاب co-option بالأساس إلى قدرة الطفيليات داخل الخلايا على استخدام بروتينات الخلايا المضيفة لإكمال دورتها الحيوية. تستخدم الفيروسات هذه الآليّة، لأنّ جينومها صغير.

## التاريخ والتعاريف
نشأت الفكرة التي تقول بأنّ وظيفة السمة قد تتغير خلال تاريخها التطوري من قبل تشارلز داروين. وظلّت هذه الظاهرة تحمل اسم «preadaptation مسبق التلاؤم» لسنواتٍ عديدة، ولكن وبما أن هذا المصطلح يحمل معنىً غائيّاً، وبدا أنّه يتعارض مع الانتقاء الطبيعي، فقد تم استبداله بمصطلح «التكيّف المسبق exaptation».
تمت دراسة هذه الفكرة من قبل العديد من العلماء [أ] وذلك بعدما قدّم ستيفن جاي جولد وإليزابيث فربا عام 1982 مصطلح «التكيف المسبق explored». ومع ذلك، فقد حمل هذا التعريف فئتين اثنتين مع التضمينات المختلفة لدور التكيّف.
أوّلاً- استقطاب صفة تم تشكيلها مسبقًا عن طريق الانتقاء الطبيعي لأداء وظيفة معيّنة (تكيّف) لأداء وظيفة جديدة- الاستقطاب. (2) صفة لا يمكن عزو منشأها إلى الانتقاء الطبيعي بشكلٍ مباشر (لا تكيُّف)، تُستقطب لاستخدامها حاليًاـ الاستقطاب. (جولد وفربا 1982، الجدول 1)
لا تتطرّق التعاريفُ إلى إذا ما كانت عمليّات التكيّف المسبق قد تشكّلت عن طريق الانتقاء الطبيعي بعد الاستقطاب، على الرغم من أن جولد وفربا يستشهدان بأمثلة (كالريش) لسمات تتشكل بعد الاستقطاب. لاحِظ أنّه من المرجّح للضغط الانتقائي (في الجينات) على إحدى السمات أن يتغيّر في حال تمّ استخدامه (خاصة، بشكل أساسيّ أو حصريّ) لغرض جديد، فمن المحتمل أن تبدأ مسارًا تطوريًا مختلفًا.
اقترح ديفيد باس وإيل Buss et al سنة (1998) مصطلح «التكيف المُستقطب co-opted adaptation» لتجنب هذه الغموض، يقتصر المصطلح على السمات التي تطوّرت بعد الاستقطاب. ومع ذلك، فإن المصطلحات الشائعة الاستخدام مثل «التكيف المسبق» و «الاستقطاب» غامضة في هذا الصدد.

## مسبق التلاؤم
يمكن تفسير كلمة «مسبق pre» في مصطلح «مسبق التلاؤمpre-adaptation» في بعض الظروف على أنّه يحدث -لأسباب غير غائية- قبل التكيّف بحدّ ذاته، مما يخلق معنىً للمصطلح يختلف عن معنى مصطلح التكيّف المسبق exaptation. فعلى سبيل المثال من الممكن أن تشبه البيئات المستقبلية (الأكثر سخونة والأكثر جفافاً على سبيل المثال) واحدة من البيئات التي تعيش فيها مجموعة أحيائيّة ما في هامش مكانيّ ما في الزمن الحالي. لا يعتبر ذلك بعد نظر أو بصيرة حقيقية!، بل يعتبر صدفةً أو حظّاً أنّ تتكيّف هذه المجموعات الأحيائيّة مع المناخ (النادر والهامشيّ في الوقت الحاليّ) الذي أصبح لاحقًا أكثر وضوحاً وانتشاراً. قد يكون للتنوّع الوراثي الخفي أقوى الطفرات الضارة التي تم تطهيرها منه، مما يترك فرصة متزايدة لإجراء تكيّفات مفيدة، ولكن ذلك يمثّل اختيارًا يعمل على الجينومات الحاليةّ مع نتائج للمستقبل، بدلاً من البصيرة.
من الممكن ألّا تظهر الوظيفة دائمًا قبل البنية: فيمكن للبنى الجسمانيّة المتقدمة تغيير أو تعديل الوظائف الأساسية التي كانت مخصصة لها [على يد من؟] بسبب بعض الأسباب الهيكلية أو التاريخية.

## أمثلة
يتجسد أحد الأمثلة السلوكية عند الذئاب بلعق أفواه الذئاب القائدة كعلامة على الاستسلام (وبالمثل، تقوم الكلاب بلعق وجوه ملاكها البشر. والكلاب ليست سوى ذئاباً دجنها الإنسان خلال فترة طويلة). يمكن تفسير هذه الصفة على أنها تكيف الجراء الصغيرة عن طريق لعق وجوه الذئاب البالغة لتشجيعهم على تقيأ الطعام.
توفر المفصليات أول الأحفورات التي يمكن التعرف عليها من الحيوانات البرية، والتي تعود لنحو 419 مليون عام في العصر السيلوري المتأخر، ويبدو أن هذه المفصليات قد تركت آثاراً أرضية تعود لنحو 450 مليون سنة. تمكنت المفصليات مسبقة التلاؤم بشكل جيد من استعمار الأرض، حيث قدمت هياكلها الخارجية والمفصلية الدعم الكافي لمقاومة الجاذبية والمكونات الميكانيكية التي تتفاعل لتوفير وسائل الحركة التي لا تشترط الغوص في الماء.
يمكن اعتبار عملية الاستقلاب جزءاً مهماً من عملية التكيف المسبق، وباعتباره واحداً من أقدم النظم البيولوجية وكونه أساسياً من أجل الحياة على الأرض، فقد أظهرت الدراسات أن الاستقلاب قادرٌ على استخدام عملية التكيّف المسبق كي يصبح عملياً. بالطبع، إن أخذنا بعين الاعتبار مجموعة جديدة من الظروف أو البيئة. وأظهرت الدراسات وجود نحو 44 مصدراً للكربون صالحاً لحدوث عملية الاستقلاب بنجاح، وأن أي تكيف في أنظمة الاستقلاب هذه يرجع إلى عمليات متعددة من التكيف المسبق. ومن خلال هذا المنظور، نجد أن عمليات التكيف المسبق ركيزة أساسية في نشأة التكيف بشكل عام. وهناك مثالٌ حديث على ذلك مستمدٌ من تجربة تطور الإشريكية القولونية طويلة الأمد لريتشارد لينسكي، ووجد فيها أن القدرة على استخدام الهوائي للسيترات قد تطورت عند سلالة واحدة من الجراثيم من أصل 12 سلالة بعد 31000 جيل من التطور. أظهر التحليل الجيني الذي أجراه بلونت وزملاؤه أن هذه السمة الجديدة كانت نتيجة لتكرار الجينات الذي سبب ظهور صيغة مؤكسدة لدى الجين الناقل عند السيترات، يجري التعبير عنه عادة في ظل ظروف فقيرة بالأوكسجين، وبالتالي حدوث تكيف مسبق عندما يحيى الكائن في الهواء. تملك أنظمة الاستقلاب القدرة على الابتكار بدون الأصول التكيفية.
أخذ كل من جولد وبروسيوس مفهوم التكيف المسبق إلى المستوى الجيني. فإن نظرنا إلى الـ Retroposon، والذي كان يُعتبر مسبقاً مجرد حمض نووي منزوع الأكسجين لا فائدة منه، هناك احتمال يفيد بحصوله على وظيفة جديدة، مما دفعنا إلى اعتباره شكلاً من أشكال التكيف المسبق. ونظراً للظروف الطارئة التي حدثت في الماضي البعيد، ربما استخدمت كائنات من نوعٍ ما هذا الحمض النووي غير الهام لغرض مفيد من أجل التطور والقدرة على البقاء. ربما حدث هذا مع أسلاف الثدييات عندما واجهوا انقراضاً جماعياً كبيراً منذ نحو 250 مليون سنة مما أدى إلى زيادة ملحوظة في مستوى الأكسجين في الغلاف الجوي للأرض. وعُثر على أكثر من 100 موقع كروموسومي قد حُفظ لدى جينومات الثدييات فقط، ويُعتقد أن لهذه المواقع أدواراً أساسية في توليد ميزات مثل المشيمة والحجاب الحاجز والغدد الثديية والقشرة الحديثة والعظيمات السمعية. وبسبب التكيف المسبق، أو تحويل الحمض النووي “عديم الجدوى” سابقاً إلى حمض نووي يمكن استخدامه من أجل زيادة فرصة البقاء على قيد الحياة، تمكنت الثدييات من إنشاء هياكل دماغية جديدة بالإضافة إلى السلوك من أجل البقاء على قيد الحياة بشكل أفضل خاصة عند مواجهة الانقراض الجماعي والتكيف في بيئاتٍ جديدة. وبالمثل، تكيفت الفيروسات ومكوناتها بشكل متكرر مع وظائف المضيف. وتشمل وظائف الفيروسات المتكيفة الدفاع عن نفسها ضد الفيروسات الأخرى أو المنافسين من الخلايا الأخرى أو نقل الأحماض النووية بين الخلايا أو وظائف التخزين. اقترح كونين وكروبوفيتش أن للتكيف المسبق لدى الفيروسات وظائف أعمق بكثير، كتوظيف فيروس عاملٍ بشكل سليم أو استغلال الفيروسات التالفة أو المعطوبة جزئياً، وقد يصل الأمر إلى استخدام بروتينات الفيروس الفردية.

## دورة التكيف التكيف المسبق
في إحدى الأوراق البحثية الأولى التي تتحدث عن التكيف المسبق، تكهّن جولد وفربا أن حدوث عملية تكيّف مسبق قد لا يكون مناسباً تماماً للدور الجديد، وبالتالي سيتطور هذا التكيف ليخلق تكيفات جديدة لتعزيز استخدامها بطريقة أفضل. أي بمعنى آخر، إن تطور سمة معينة يبدأ بتكيف أساسي بهدف الملائمة أو أداء دور محدد. ويتبع ذلك تكيف مسبق أولي (أي يحدث هذا التكيف الأولي لأداء دورٍ جديد باستخدام الميزة الموجودة ولكنه قد لا يكون مثالياً لها)، والذي يؤدي بدوره إلى تطوير تكيّف ثانوي (أي تتحسن الميزة عن طريق الانتقاء الطبيعي لتوفير أداء أفضل)، مما يشجع تطور هذا التكيف، وهكذا دواليك.
يعد ريش الطيور مثالاً مهماً عن عملية التكيف المسبق. فكان تطور الريش في بداية الأمر بهدف التنظيم الحراري، ومع مرور الوقت، أصبح الريش مفيداً في اصطياد الحشرات، وبالتالي كان بمثابة ميزة جديدة لصالح فائدة مختلفة. فعلى سبيل المثال، ظهر الريش الكفافي الكبير بترتيبات معينة كنوع من أنواع التكيف للقبض على الحشرات بنجاح أكبر، مما أدى في النهاية إلى نشوء القدرة على الطيران، حيث كان الريش الأكبر ملائماً لهذا الغرض.

## نتائج

### تطور الصفات المعقدة
إن أحد التحديات التي تواجه نظرية التطور لداروين هو شرح إمكانية تتطور الهياكل المعقدة تدريجياً، مع الأخذ بعين الاعتبار أن أشكالها الأولية ربما لم تكن كافية لأداء أي وظيفة. كما أشار جورج جاكسون ميفارت (وهو أحد منتقدي داروين)، فإن 5% من جناح الطيور لن يكون فعالاً. لن يكون الشكل الأولي للسمات المعقدة قد نجا لفترة كافية كي يجري التطور بشكل مفيد.
كما أوضح داروين في الطبعة الأخيرة من كتاب “أصل الأنواع”، تطورت عدة صفات معقدة من الصفات السابقة التي خدمت وظائف مختلفة. فعلى سبيل المثال، ساعدت الأجنحة البدائية لدى الطيور في تنظيم درجة حرارتها بكفاءة عن طريق حبس الهواء، وذلك برفع ريشها عندما تكون دافئة جداً. تنجو بعض الحيوانات وتتكاثر إن استعملت هذه الوظيفة بشكل أفضل، مما يؤدي إلى تكثير هذه الصفة واشتدادها.
أصبح الريش في النهاية كبيراً بما يكفي ليساعد بعض الأفراد على الانسياب. سيستطيع هؤلاء الأفراد بدورهم البقاء على قيد الحياة والتكاثر بشكل أكثر نجاحاً، مما يؤدي إلى انتشار هذه الصفة لأنها تخدم وظيفة ثانوية لكنها أكثر فائدة: وهي ظيفة الحركة. وبالتالي، يمكن تفسير تطور أجنحة الطيور من خلال التحول في الوظيفة، أي من وظيفة تنظيم درجة الحرارة إلى الطيران.

### تصميم بدائي
أوضح داروين أن تصميم سمات الكائنات الحية يتوافق جيداً مع بيئة هذه الحيوانات، لكنه أدرك أيضاً أن العديد من السمات مصممة بشكل غير كامل. ويبدو أنها صُنعت من مواد متاحة، ويُطلق مصطلح Jury-Rigged على هذه الحالة. يطرح فهم التكيف المسبق فرضيات تتعلق بالتفاصيل الدقيقة في التكيف. أي يساعد الريش مثلاً، والذي تطور في البداية من أجل التنظيم الحراري، في شرح بعض سماته غير المرتبطة بالطيران (كما أوضح Buss وآخرون 1998). ومع ذلك، يمكننا تفسير ذلك بسهولة نظراً لحقيقة أن الريش يخدم وظيفة مزدوجة.
قد تتداخل المسارات الكيميائية المختصة بالألم الجسدي والألم الناتج عن الإقصاء الاجتماعي. وربما تم اصطفاء نظام الألم الجسدي كي يُحفز الحيوانات الاجتماعية على الاستجابة للأخطار التي تهدد بقائها واندماجها ضمن المجموعة.

### تطور التكنولوجيا
حظي التكيف المسبق باهتمام متزايد في دراسات الابتكار والإدارة المستوحاة من الحركيات التطورية، حيث افتُرض دور التكيف المسبق كآلية تدفع إلى التوسع العَرَضي للتكنولوجيا والمنتجات في مجالات جديدة.